# L'ultimo mistero di Agatha Christie
L'ultimo mistero di Agatha Christie (titolo originale Le dernier crime d'Agatha Christie) è un romanzo giallo scritto da Christian Jacq, sotto lo pseudonimo di Christopher Carter, nel 1998. In Italia è uscito nel 1999 nella collana Il Giallo Mondadori con il n.2632.

## Trama
Il corpo senza vita dell'egittologo Howard Langton viene trovato nella camera d'albergo in cui soleva soggiornare la nota giallista Agatha Christie. Le autorità del luogo sembrano voler mettere in fretta a tacere la faccenda, ritenendo la morte del ricercatore, che giaceva seduto accanto alla vasca da bagno con un coltello piantato sulla schiena, attribuibile ad un suicidio. Lord Percival Kilvanock, un aristocratico criminologo scozzese amico della vittima, viene avvisato da una lettera anonima della morte del conoscente e, con l'aiuto del sovrintendente Dodson di Scotland Yard, si reca in Egitto a far luce sulla vicenda.

## Personaggi
- Lord Percival Kilvanock : aristocratico scozzese e criminologo.
- Angus Dodson : sovrintendete di Scotland Yard
- Howard Langton: la vittima
- Albertine Abletout, Villabert Glotoni, Steven Faxmore, Domenica Strauss: egittologhi di varie nazionalità
- Ahmed Al-Fostat: ispettore alle Antichità
- Abd El-Mossul: capo di una ricca e potente famiglia del Sudafrica
- Omar Abdel-Atif: commissario capo della polizia di Assuan

## Edizioni
- Christian Jacq, L'ultimo mistero di Agatha Christie, traduzione di Francesco Saba Sardi, Il Giallo Mondadori n. 2632, 1998,  p. 203.